# De Zwarte Komedie
De Zwarte Komedie was een Antwerps satirisch theatergezelschap dat in 1978 werd opgericht door journalist Bert Verhoye. Aan de Leguit 15-17 had het gezelschap een eigen theaterzaal.
In 2015 hield het gezelschap op te bestaan. De laatste voorstelling heette De burgemeester van Vlaanderen, een knipoog naar Bart De Wever.
De Zwarte Komedie stond bekend om zijn tegendraads en maatschappijkritisch karakter. Uit protest tegen de gewijzigde theaterwetgeving stelde Verhoye in 1993 zijn hond Boris aan als theaterdirecteur, omdat hij ook "kan opzitten, pootjes geven en de minister likken".
Piet Piryns schreef verschillende producties voor De Zwarte Komedie. Het theater werkte echter voornamelijk met jonge kunstenaars, onder hen de jonge Tom Lanoye, Ingeborg Sergeant, Loes Van den Heuvel, Guido Belcanto, Martinus Wolf en Noureddine Farihi.